# JKT48
JKT48 (citit ca "JKT Forty-eight") este un grup de idoli indonezieni al cărui nume este derivat din orașul său bazat Jakarta și grupul de idoli japonezi AKB48 . Format în 2011, este primul grup soră AKB48 din afara Japoniei și adoptă conceptul de „idoli pe care îi poți întâlni”,  înainte de a trece la „idoli care vor veni în întâmpinarea ta” începând cu 8 aprilie 2018. Fanii pot participa la spectacole zilnice la teatrul grupului, care a fost construit ca o replică strânsă la Teatrul AKB48 din Akihabara. 
Deși JKT48 nu restricționează apartenența la naționalitate, solicitanții trebuie să fie rezidenți ai Indoneziei. Începând cu 28 iulie 2019, grupul are 46 de membri activi ai echipei, inclusiv o persoană care participă la două echipe.  De asemenea, are 30 de membri ai Academiei de clasă A - cunoscuți anterior ca stagiari - și 4 membri ai Academiei de clasă B. 
La 16 februarie 2013, JKT48 a lansat primul album de studio Heavy Rotation prin Hits Records, o divizie a filialei MNC, PT Star Media Nusantara. Interpretează melodii de AKB48 și alte grupuri de surori care sunt traduse în indoneziană. 

## Istorie

### 2011–2012: Formarea al grupului
Pe septembrie 11, 2011, formarea JKT48 a fost anunțată în cadrul unui eveniment AKB48 organizat la Makuhari Messe în Chiba, Japonia.  Interviurile solicitantului au avut loc săptămânile următoare, la sfârșitul lunii septembrie 2011, iar primele audiții au avut loc la o lună după anunțul inițial, în perioada 8–9 octombrie 2011.  Minami Takahashi, membru AKB48, a vizitat și Jakarta în timpul audițiilor la promovați JKT48 în rândul fanilor AKB48.  Deși solicitanții nu trebuiau să fie cetățeni indonezieni, ei trebuiau să locuiască deja în țară.  Aproximativ 1.200 de fete au audiat pentru grup, iar 51 au fost selectate pentru a trece la a doua rundă. Finalistii au fost judecați pe baza performanței lor de dans din „ Heavy Rotation ”, de la single-ul cu același nume AKB48 și pe interpretarea unei melodii la alegere.  Cei 28 de membri ai primei generații JKT48, cu vârste cuprinse între 12 și 21 de ani, au fost selectați la 2 noiembrie 2011. 
La 17 decembrie 2011, JKT48 și-a făcut prima apariție publică pe programul de muzică live 100% Ampuh la Global TV, interpretând „Heavy Rotation”, cu versuri traduse în indoneziană. 

## Legături externe
- JKT48 official website id  ja
- JKT48 (discografie) la MusicBrainz